# سالي كارسون
سالي كارسون (بالإنجليزية: Sally Carson)‏ هي مديرة نيوزيلندية، ولدت في 1963.